# Notholca angakkoq
Notholca angakkoq är en hjuldjursart som beskrevs av Sørensen 1998. Notholca angakkoq ingår i släktet Notholca och familjen Brachionidae. Inga underarter finns listade i Catalogue of Life.